# Clibadium neriifolium
Clibadium neriifolium là một loài thực vật có hoa trong họ Cúc. Loài này được (Bonpl. ex Kunth) DC. mô tả khoa học đầu tiên năm 1836.